# Phantasmes (film, 1975)
Pour les articles homonymes, voir Fantasmes.
Pour plus de détails, voir Fiche technique et Distribution.
Phantasmes  est un film pornographique français de Jean Rollin sorti en 1975.

## Synopsis
Après une agression, une jeune femme est recueillie par un étrange châtelain.

## Fiche technique
- Titre : Phantasmes / Phantasme pornographique  /  Les Phantasmes d'Isabelle[1]
- Réalisation : Jean Rollin
- Scénario : Jean Rollin
- Photographie : Charlet Recors
- Maquillage : Catherine Castel
- Musique : Didier William Lepauw
- Producteur : Impex Films
- Genre : pornographique / horreur
- Durée :  88 minutes
- Format : couleur 35 mm
- Pays :  France
- Date de sortie : 24 Mars 1976

## Distribution
- Évelyne Thomas :
- Jean-Louis Vattier : Le conte
- Marie-Pierre Castel : une jumelle
- Catherine Castel : une jumelle
- Rachel Mhas :
- Corinne Lemoine :
- Mannuella Marino :
- Claudia Zante :
- Marlène Myller :
- Greg Masters :
- Alban Ceray :
- Cyril Val :
- Stéphane Saratoga :
- Monica Swinn : La journaliste
- Jean-Pierre Bouyxou : Le flic en civil
- Jean Rollin : L'agresseur

## Histoire du film
Phantasmes est le premier film pornographique de Jean Rollin. Contrairement à ses précédents films érotiques Jeunes filles impudiques et Tout le monde il en a deux, le réalisateur signe ce film de son nom. Si, après ses échecs commerciaux, il se doit de répondre à la demande des producteurs et du public en incluant beaucoup de scènes de sexe « hardcore » dans son film, celui-ci comporte néanmoins un certain nombre d'éléments propres à l'univers du réalisateur qui le « reconnaît » comme faisant partie de son œuvre. Mais le film sera un nouvel échec et Rollin devra pendant plusieurs années réaliser des films « X » sans ambition et impersonnels.

## Évelyne Thomas
Évelyne Thomas, créditée sous le pseudonyme de Mylène d'Antès, tient ici son plus « grand » rôle au cinéma. C'est José Bénazéraf, avec qui elle tourne La Planque/Perverse Isabelle et La Planque 2, qui la présente à Jean Rollin. Au cours de sa courte carrière elle retrouve par deux fois le réalisateur de Phantasmes. En 1978, dans Les Raisins de la mort, elle joue Brigitte, l'amie de l'héroïne interprétée par Marie-Georges Pascal, victime du « malade » du train et l'année suivante, dans Fascination, on la retrouve aux côtés de Muriel Montossé, Franca Maï et Brigitte Lahaie.